# بيتر ميتشيل (مذيع أخبار)
بيتر ميتشيل (بالإنجليزية: Peter Mitchell)‏ هو مذيع أخبار أسترالي، ولد في 14 يونيو 1960 في ملبورن في أستراليا.